# Ride: A Magia do Cavalo
Ride (Brasil: Ride - A Magia do Cavalo ) é uma série canadense - britânica de televisão exibida pelos canais YTV (no Canadá) e Nickelodeon (mundial), produzida pela Buccaneer Media e Breakthrough Entertainment em co-produção com o Nickelodeon e YTV. Criado por Jill Girling e Lori Mather-Welch, é estrelado por Kendra Timmins como Katherine "Kit" Bridges, uma garota que deve se ajustar a sua nova vida na Inglaterra, em um colégio interno de elite, a Academia Covington, após seu pai aceitar um emprego como supervisor dos cavalos no local.

## Sinopse
Mudar-se para a Inglaterra? Ir para uma escola nova? Andar a cavalo? A americana Kit tem muito a digerir! Ela não só vai ter de atravessar o oceano para se mudar, mas ela tem que frequentar uma escola de riquinhos também! Descobrindo seu lugar nesse novo mundo, Kit descobre um amigo inesperado no cavalo mais selvagem da escola, o TK.
Junto com seus novos colegas de classe, seu pai e seu novo amigo TK, não há nada atrapalhando o caminho da Kit - a não ser pelo seu medo enorme de andar a cavalo!

## Elenco

### Principal
- Kendra Timmins interpreta Katherine "Kit" Bridges — Kit é a garota nova na Academia Covington e tem uma personalidade vibrante. Ela não tem medo de falar o que pensa e defender o que acredita. Contudo, ao contrário de seus amigos que tiveram aulas de etiqueta, Kit com frequência reage de um jeito charmosamente americano às intempéries da vida.[4]

- Jonny Gray interpreta Josh Luders — Josh é ambicioso, determinado e aceitará todas as oportunidades e desafios que lhe lançarem. Originalmente do Canadá, Josh é popular com seus colegas da Covington e ele se aproxima dessas amizades com o mesmo foco que se aproxima do treinamento.[5]

- Oliver Dench interpreta Will Palmerston — Will é aventureiro, um pouco bad boy e completamente irresistível para todas as garotas de Covington, incluindo a Kit. Ele cavalga muito bem, mas já foi expulso de muitas escolas, então Covington é sua última chance de ficar longe de problemas e ter boas notas, se quiser ter um futuro.[6]

- Alana Boden interpreta Elaine Wiltshire — Elaine é uma amante das regras e acha que se for perfeita na Covington, entrará na melhor Universidade. Ela deve ter as maiores pontuações, as maiores notas e fazer todas as atividades extracurriculares que puder. Ela não fica nada feliz quando um caubói vem liderar o programa de equitação da Covington - e sua relaxada filha americana Kit vem junto. Apesar de tudo, Elaine tem um ponto fraco: Will Palmerston.[7]

- Manuel Pacific interpreta Navarro "Nav" Andrada — Nav é carismático, charmoso e consegue persuadir meninas e meninos com a sua lábia. Ele é membro de uma das famílias mais importantes da América do Sul, e com frequência se aproveita disso. Ele é bem competitivo e sempre tira as maiores notas tanto na sala, quanto no campo e na maioria das outras coisas. Sua competitividade aumentou com o colega de quarto Will, especialmente depois de descobrir que os dois tem uma queda pela Kit.[8]

- Rameet Rauli interpreta Anya Patel — Como Kit, Anya é nova na Academia Covington. Esse ano é a primeira vez que ela de fato está indo para uma escola formal, já que é, secretamente, uma princesa na Índia. Apesar de sua falta de experiência com uma vida "normal" resultar em muitas situações constrangedoras, ela tem um coração enorme e uma personalidade otimista. Ela rapidamente se torna a melhor amiga de Kit, mas ainda está determinada a manter seu status real como um segredo.[9]

- Sara Botsford interpreta Lady Enid Huntly Covington — Temida por quase todos no campus, Lady Covington supervisiona tudo. Seu bisavô fundou a Academia Covington em 1865 e Lady C agora mora na propriedade.

- Natalie Lisinska interpreta Sally Warrington — Sally é a professora de Kit e a segunda no comando depois da Lady Covington. Ela é amigável, disposta a escutar e quase uma mãe para os estudantes da Academia Covington. Seu papel na academia toma a maior parte de seu tempo, mas isso pode mudar quando ela conhece Rudy.

- Mike Shara interpreta Rudy Bridges — Rudy, pai da Kit, é um caubói desde sempre. Sabe bem como conversar, treinar e trabalhar com cavalos, mas agora terá de aprender a lidar com os adolescentes também, como diretor do programa equestre na Academia Covington.

### Recorrente
- Mirsa Duka como Peaches
- Ellora Patnaik como Madhu
- Alex Braunstein como Leo
- Jamie Ward como Santiago
- Jenny Young como Elizabeth
- Daniel Matmor como Sr. Griffin
- Marnie Gore como Beatrice
- Marlaina Andre como Sarah
- Sophie Khan Levy como Poppy
- Alexandra Castillo como Luciana Andrada
- Canute Gomes como Alex
- Helen Johns como Daisy
- Richard Clarkin como Bill
- John Nelles como Lord Chatfield
- Andrew Musselman como Dr. Hopewell
- Vinson Tran como Wyatt

## Episódios
| N° | Título                                                                     | Exibição original                              | Exibição em português   | Código de produção | Audiência (em milhões) |
| -- | -------------------------------------------------------------------------- | ---------------------------------------------- | ----------------------- | ------------------ | ---------------------- |
| 1  | "Chegada" "Arrival"                                                        | 30 de janeiro de 2017 05 de setembro de 2016   | 05 de março de 2017 TBA | 101                | 1.21                   |
| 2  | "Corcel e Coursage" "Dresses and Dressage"                                 | 30 de janeiro de 2017 06 de setembro de 2016   | 05 de março de 2017 TBA | 102                | 1.06                   |
| 3  | "Equinofobia e Ofidiofobia" "Hippophobia and Ophidiophobia"                | 31 de janeiro de 2017 07 de setembro de 2016   | 12 de março de 2017 TBA | 103                | 1.05                   |
| 4  | "Três é Demais" "Three's a Crowd"                                          | 01 de fevereiro de 2017 08 de setembro de 2016 | 12 de março de 2017 TBA | 104                | 1.12                   |
| 5  | "Sai fora, cara" "Gone Guy"                                                | 02 de fevereiro de 2017 12 de setembro de 2016 | 19 de março de 2017 TBA | 105                | 0.96                   |
| 6  | "Cavalos Selvagens" "Wild Horses"                                          | 03 de fevereiro de 2017 13 de setembro de 2016 | 19 de março de 2017 TBA | 106                | 0.91                   |
| 7  | "Um Torrão ou Dois?" "One Lump or Two"                                     | 06 de fevereiro de 2017 14 de setembro de 2016 | 26 de março de 2017 TBA | 107                | 0.97                   |
| 8  | "Feliz Desaniversário" "Happy Unbirthday"                                  | 07 de fevereiro de 2017 15 de setembro de 2016 | 26 de março de 2017 TBA | 108                | 0.91                   |
| 9  | "Depois do segredo" "After the Ball"                                       | 08 de fevereiro de 2017 19 de setembro de 2016 | 02 de abril de 2017 TBA | 109                | 1.04                   |
| 10 | "A Copa" "The Cup"                                                         | 09 de fevereiro de 2017 20 de setembro de 2016 | 02 de abril de 2017 TBA | 110                | 1.17                   |
| 11 | "Parou" "Stalled"                                                          | 10 de fevereiro de 2017 21 de setembro de 2016 | 09 de abril de 2017 TBA | 111                | 0.91                   |
| 12 | "Quem Manda Na Escola?" "Who Rules the School?"                            | 13 de fevereiro de 2017 22 de setembro de 2016 | 09 de abril de 2017 TBA | 112                | 1.04                   |
| 13 | "Precisamos Conversar Sobre a Covington" "We Need to Talk About Covington" | 14 de fevereiro de 2017 26 de setembro de 2016 | 16 de abril de 2017 TBA | 113                | 0.85                   |
| 14 | "Venha Cavalo, a Qualquer Custo" "Come Horse or High Water"                | 15 de fevereiro de 2017 27 de setembro de 2016 | 16 de abril de 2017 TBA | 114                | 1.01                   |
| 15 | "O Retorno do TK" "Steeplechase"                                           | 16 de fevereiro de 2017 28 de setembro de 2016 | 23 de abril de 2017 TBA | 115                | 0.91                   |
| 16 | "Prós e Contras" "Pros & Cons"                                             | 17 de fevereiro de 2017 29 de setembro de 2016 | 23 de abril de 2017 TBA | 116                | 0.92                   |
| 17 | "Comécio de Cavalos" "Trading Horses"                                      | 21 de fevereiro de 2017 03 de outubro de 2016  | 30 de abril de 2017 TBA | 117                | 0.98                   |
| 18 | "Distrações e Decepções" "Distractions & Deceptions"                       | 22 de fevereiro de 2017 04 de outubro de 2016  | 30 de abril de 2017 TBA | 118                | 0.87                   |
| 19 | "Deixe-o Passear" "Let It Ride"                                            | 23 de fevereiro de 2017 05 de outubro de 2016  | TBA                     | 119                | 0.94                   |
| 20 | "Cavalo Negro" "Dark Horse"                                                | 24 de fevereiro de 2017 06 de outubro de 2016  | TBA                     | 120                | 0.99                   |

## Dublagem brasileira
| Personagem              | Dublador (a)       |
| ----------------------- | ------------------ |
| Katherine "Kit" Bridges | Andressa Andreatto |
| Elaine Wiltshire        | Tess Amorim        |
| Anya Patel              | Jussara Marques    |
| Navarro "Nav" Andrada   | Matheus Ferreira   |
| Will Palmerston         | Marcus Pejon       |
| Josh Luders             | Daniel Garcia      |
| Lady C                  | Rosa Baroli        |
| Sally Warrington        | Mazyles Almeida    |
| Rudy Bridges            | Faduli Costha      |

|                     | Brasil          |
| ------------------- | --------------- |
| Direção de dublagem | Tarsila Amorim  |
| Tradução            | Bianca da Costa |
| Estúdio de dublagem | UniDub          |

## Produção
Exibida pelos canais de televisão YTV (emissora original) e Nickelodeon, a série foi produzida pela Breakthrough Entertainment no Canadá em colaboração com a Buccaneer Media no Reino Unido. Ride foi filmado em Toronto e em Belfast. A série estreou na YTV no Canadá em 5 de setembro de 2016 e na Nickelodeon EUA em 30 de Janeiro de 2017. No Brasil estreou em 5 de março de 2017 às 19h30 na Nickelodeon Brasil.